# Louye
Louye är en kommun i departementet Eure i regionen Normandie i norra Frankrike. Kommunen ligger i kantonen Nonancourt som tillhör arrondissementet Évreux. År 2022 hade Louye 215 invånare.

## Befolkningsutveckling
Antalet invånare i kommunen Louye
Referens:INSEE